# Charles Meerens
Carolus Maria Augustinus (Charles) Meerens (Brugge, 26 december 1831 – Schaarbeek, 14 januari 1909) was een Belgisch cellist en musicoloog op het gebied van akoestiek.

## Levensloop
Hij was zoon van musicus Jean Antoine Meerens (Joannes Antonius) en Euphrosina Anna Vanhollebeke. Hijzelf was getrouwd met Stephanie Deisser.
Het gezin vertrok in 1845 naar Antwerpen. Charles kreeg zijn muziekopleiding bij Joseph Bessems aan het Muziekschool van Antwerpen en bij Dumont aan Muziekschool in Gent. Hij keerde terug naar Brugge en stichtte er Les Francs-Amis (amateurgezelschap). Een verdere studie vond plaats bij Adrien François Servais aan het Koninklijk Conservatorium Brussel. Na enkele jaren opgetreden te hebben, beëindigde hij zijn cellistenloopbaan en ging weer in de muziekhandel bij zijn vader werken, nu in Brussel. Hij wendde zich al spoedig tot fysiologische problemen bij het musiceren en het bestuderen van akoestiek en heeft op die gebieden diverse publicaties op zijn naam staan.
Hij schreef ook artikelen voor diverse tijdschriften, een biografie over E. Vanderstraeten, was (ere)lid van diverse muziekverenigingen en bekend in Genève en Palermo.

## Publicties
- Le métrométre ou moyen simple de connaïtre le degré de vitesse d'un mouvement indiqué (1859);
- Instruction élémentaire de calcul musical (1864);
- Phénoménes musico-physiologiques (1868);
- Hommage à la mémoire de M. Delezeune (1869);
- Examen analytique des expériences d'acoustique musicale de M. M. A Corun et E. Mercadier (1869);
- Le diapason et la notation muysicale simplifés (1873);
- Mémoiree sur le diapason (1877);
- Petite méthode pour apprendre la musique et le piano (1878);
- La gamme majeure et mineure (1890);
- Acoustique musicale (1892);
- L'avenir de la science musicale (1894);
- Le tonométre d'après l'invention de Scheibler (1895);
- kritiek op La mélopée antique dans le chant de l’église romaine van François Auguste Gevaert (1896).
- La science musicale à la portée de tous les artistes et amateurs (1902).